# 提洛的伊莉莎白
提洛的伊莉莎白（德語：Elisabeth von Tirol，1262年—1312年10月28日），德意志王后，克恩滕公爵邁因哈德二世和妻子伊莉莎白的女兒。
1274年，伊莉莎白與哈布斯堡家族的阿爾布雷希特結婚。阿爾布雷希特的父親是剛被選為羅馬人的國王（即德意志國王）的魯道夫一世，而阿爾布雷希特是他的繼承人。然而當魯道夫一世於1291年去世時，拿騷的阿道夫被選為新任國王。直到1298年，阿爾布雷希特才被加冕為德意志國王。伊莉莎白於隔年被加冕為王后。

## 子女
1. 安娜（英语：Anne of Austria, Margravine of Brandenburg）（1280年—1327年），布蘭登堡藩侯夫人
2. 阿格尼絲（英语：Agnes of Austria (1281–1364)）（1281年—1364年），匈牙利王后
3. 魯道夫（1282年—1307年），波希米亞國王
4. 伊莉莎白（1285年—1352年），洛林公爵夫人
5. 美男子腓特烈（1289年—1330年），奧地利公爵
6. 利奧波德（1290年—1326年），奧地利公爵
7. 卡塔里娜（英语：Catherine of Austria, Duchess of Calabria）（1295年—1323年），卡拉布里亞公爵夫人
8. 阿爾布雷希特（1298年—1358年），奧地利公爵
9. 海因里希（英语：Henry the Friendly）（1299年—1327年）
10. 鄂圖（1301年—1339年），奧地利公爵